# Schloss Dannenberg

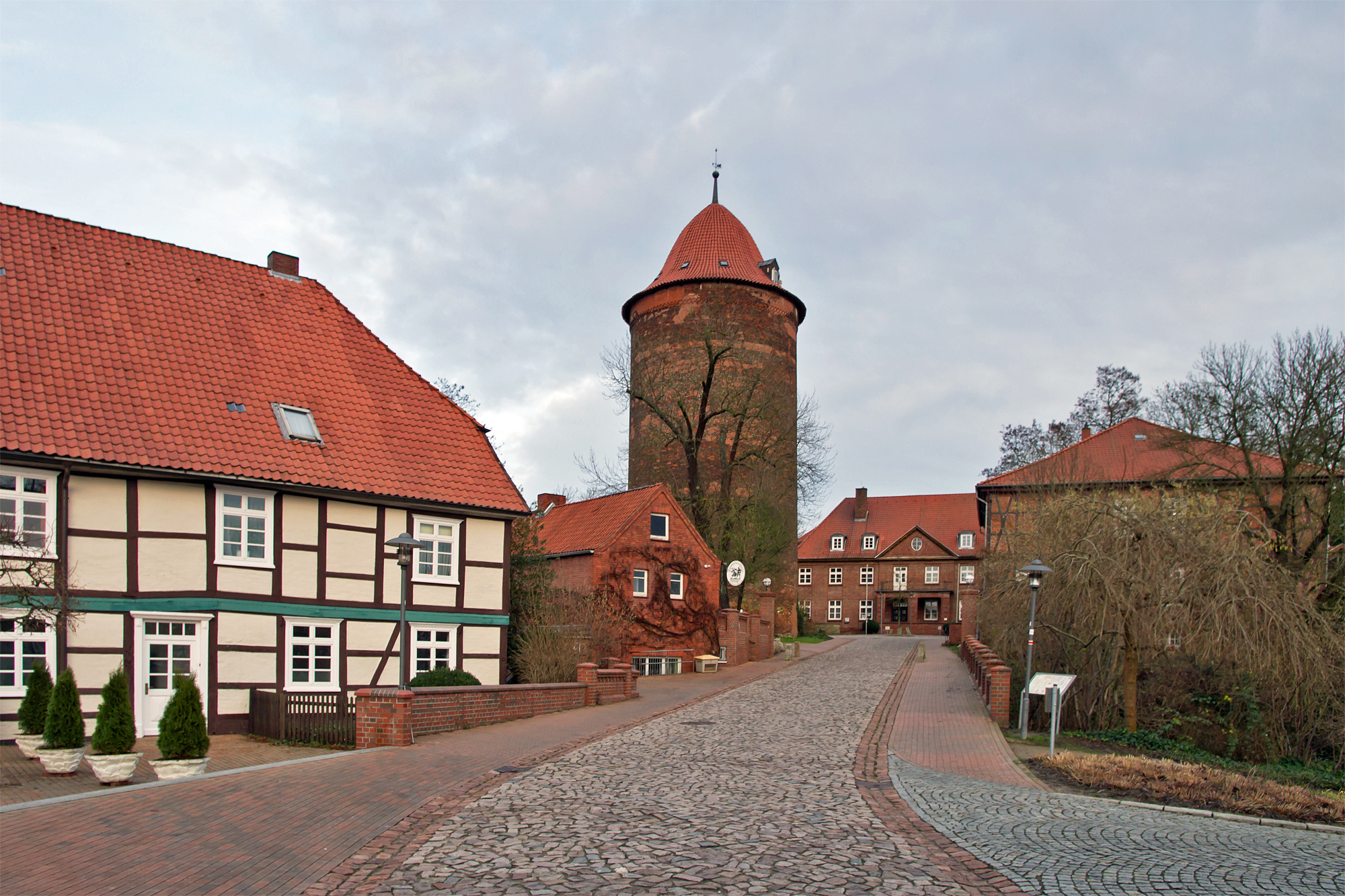
Der Waldemarturm auf dem Amtsberg als Standort des früheren Schlosses Dannenberg

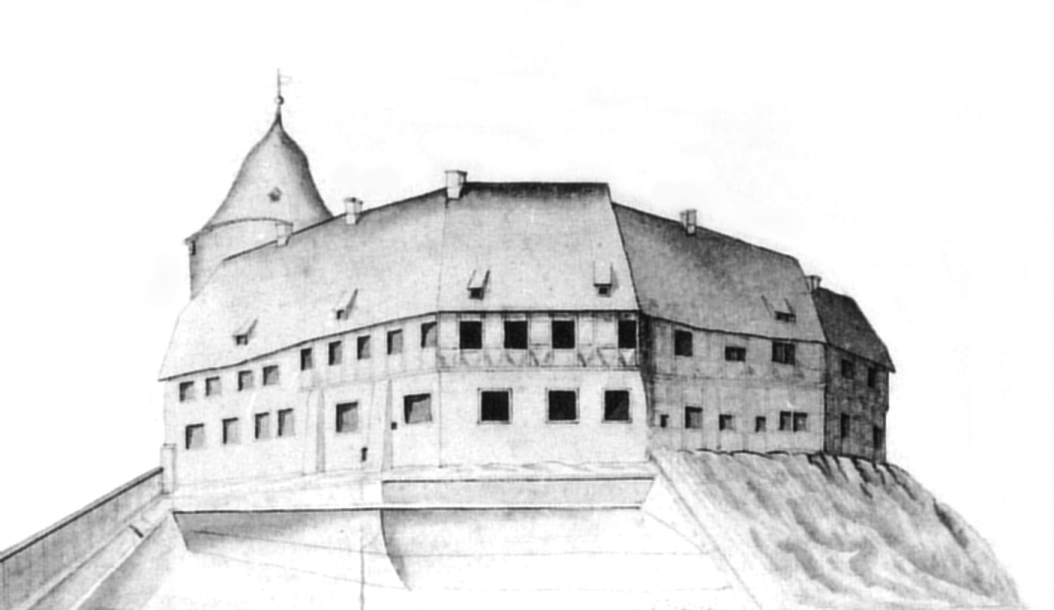
Schloss Dannenberg als Amtssitz, 1720

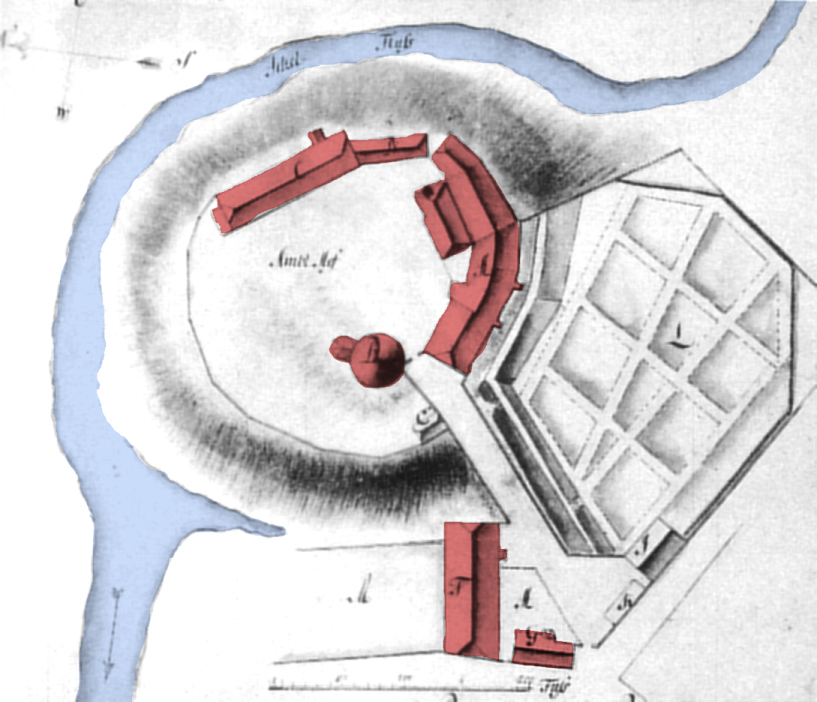
Lageplan des Schlosses, 1720

Das Schloss Dannenberg war eine Schlossanlage in Dannenberg (Elbe) in Niedersachsen, die sich Herzog Heinrich von Braunschweig-Lüneburg ab 1569 als Residenz an der Stelle einer mittelalterlichen Burg erbauen ließ. Die Schlossbauten wurden im 18. und 19. Jahrhundert abgerissen. Erhalten geblieben ist nur der frühere Bergfried in Form des Waldemarturms.

## Geschichte
Vorläufer des Schlosses war eine mittelalterliche Burg, die auf einer Sandinsel in einer Flussschleife der Jeetzel errichtet worden war. Durch Aufschütten von Erde entstand die Erhebung des Burgberges, der später als Amtsberg bezeichnet wurde. Ausgrabungen haben ergeben, dass dort als erstes ein slawischer Burgwall existierte, der vom beginnenden 9. bis in die erste Hälfte des 12. Jahrhunderts besiedelt war. Aus späterer Zeit ist für ihn der Name „Sweidelgöhrd“ (= helle Burg) überliefert.
Die erste Burganlage errichtete Volrad I. von Dannenberg, der von Herzog Heinrich dem Löwen den Auftrag zur Schaffung einer Ansiedelung erhalten hatte. Während die Burg 1153 erstmals erwähnt wurde, wird Dannenberg in einer Magdeburger Urkunde vom 18. Oktober 1157 genannt. Der heute als Waldemarturm bezeichnete Bergfried der Burg wurde um das Jahr 1200 unter dem Dannenberger Grafen Heinrich I. errichtet. Der damals schon über 30 Meter hohe Turm verfügt über bis zu 3,5 Meter starken Mauern aus Ziegelstein in Zweischalenbauweise. In den Jahren 1223 bis 1224 wurde im Turm der dänische König Waldemar II. versteckt und gefangen gehalten; deshalb ist der Turm heute nach ihm benannt. Mitgefangener war sein Sohn Waldemar der Junge.
Im Jahr 1303 endete die Linie der Dannenberger Grafen, als Graf Nikolaus seine Rechte an Otto den Strengen von Braunschweig-Lüneburg für eine Leibrente abgab. Später war die Burg Dannenberg in den Lüneburger Erbfolgekrieg (1370–1389) verwickelt. 1375 verteidigte der Ritter Silvert von Saldern die Burg gegen die Askanier und gab sie 1377 bei der Belagerung durch Gerhard von Attendorn heraus. Letztendlich blieben Burg und Ort nach Kriegsende in den Händen der Welfen.
Im Jahr 1569 wurde in Dannenberg die Herrschaft Dannenberg als selbstständiges Fürstentum eingerichtet. Sie gehörte Herzog Heinrich zu Braunschweig und Lüneburg, der auf eine weitere Regierungsbeteiligung im Fürstentum Lüneburg verzichtet hatte und damit abgefunden wurde. Er ließ ab 1569 das Schloss Dannenberg als Residenz errichten. Heinrich ließ die maroden Gebäude der mittelalterlichen Burg sanieren und fügte weitere Bauten hinzu, wobei der mittelalterliche Waldemarturm erhalten blieb. Heinrichs Sohn Julius Ernst setzte mit seinem Bruder August das Werk des Vaters fort. Es entstand ein geschlossenes Gebäudeensemble mit steinernen Sockelgeschossen und Fachwerkaufbauten, wie es ein Merian-Kupferstich von 1654 zeigt.
1671 kamen das Schloss und das Amt Dannenberg zurück an die Celler Linie der Welfen und standen seitdem unter landesherrschaftlicher Verwaltung. 1672 brannte nach Blitzeinschlag der Fachwerkaufbau des Waldemarturms ab. Er wurde erst 1720 renoviert und bekam einen Treppenturm als Anbau. Dieser war nötig, da einige Teile des baufälligen Schlosses abgerissen wurden, von denen aus der Turmzugang über eine Zugbrücke in Höhe des zweiten Stockwerkes erfolgt war. In dieser Zeit war das Schloss keine Residenz mehr, sondern Sitz des Amtes Dannenberg. In den Jahren 1774 bis 1776 erfolgte der Abriss weiterer Schlossgebäude. Danach verlor die Anlage ihre Abgeschlossenheit und wurde zum Amtshof, auf dem ein neues Wohngebäudes für den Amtmann errichtet wurde. Erhalten blieb zunächst die Schlosskapelle, die als Back-, Schlacht- und Waschhaus Verwendung fand, und erst im 19. Jahrhundert abgerissen wurde. In dieser Zeit diente der Turm als Verwahrort für Gerichtsakten. Im Zweiten Weltkrieg wurde der Turm bei Luftangriffen beschädigt. Nach dem Krieg wurden die Gebäude auf dem früheren Schlossgelände von der britischen Militärverwaltung genutzt, danach bis 1959 durch den Bundesgrenzschutz.
Heute stehen auf dem Gelände des früheren Schlosses neben dem Waldemarturm mehrere Einzelgebäude aus jüngeren Zeitepochen. Darunter sind ein 1854 als Obergericht Dannenberg errichtetes Fachwerkgebäude und das 1914 als Backsteinbau errichtete Landratsamt, in dem heute das Amtsgericht Dannenberg seinen Sitz hat. Im Waldemarturm ist seit 1955 das Heimatmuseum der Stadt Dannenberg, heute Museum im Waldemarturm Dannenberg, untergebracht.

## Beschreibung
Der Burghügel weist heute einen Durchmesser von etwa 100 m und eine Höhe von etwa 5 m auf. Auf diesem Plateau steht heutzutage noch der Waldemarturm als einziger Rest der einstigen Burganlage.
Der slawische Ringwall besaß in seiner ersten Phase einen Außendurchmesser von ca. 85 m und wurde in den folgenden Phasen bis auf 96 m erweitert. Die sechs archäologisch nachgewiesenen Bauphasen des Walls bestanden aus Holz-Erde-Kastenkonstruktionen. In der folgenden ersten „deutschen“ Phase wurde die Befestigung in einer anders gearteten Holz-Erde-Bauweise erstellt. Im Westen war eine Vorburg vorgelagert, von der zwei Brunnen und zwei Grubenhäuser archäologisch erfasst wurden.
Von der hochmittelalterlichen Burg der Grafen von Dannenberg ist vor allem der Bergfried aus Ziegelmauerwerk bekannt. Der Rundturm erreicht eine Höhe von 33 m und besitzt einen Durchmesser von 12 m bei einer Mauerstärke von 2,30 bis 3,53 m. Den Hocheingang im 2. Stock erreicht man heute über einen Treppenturm, der im 18. Jahrhundert anstelle eines damals abgerissenen Gebäudes errichtet wurde. Die Burg war ursprünglich vollständig von einem 12 m breiten Wassergraben umgeben, von dem im Westen noch Reste vorhanden sind.  